# Tuta distillante
Nell'universo immaginario di Dune, le tute distillanti sono dispositivi complessi utilizzati principalmente dai Fremen per sopravvivere al clima arido di Arrakis. Tali tute filtrano il sudore corporeo ed estraggono acqua dalle urine; due mantici situati sotto i talloni dei piedi, azionati camminando, mettono in circolazione i liquidi corporei assorbiti e filtrati dalla tuta. Indossando il cappuccio, inspirando attraverso il filtro con la bocca ed espirando attraverso il naso nel tampone narici , la dispersione di umidità attraverso il fiato viene minimizzata, e con una tuta in buone condizioni un uomo robusto può sopravvivere in pieno deserto anche più di 3 settimane senza ulteriori scorte d'acqua.
I guerrieri fremen si riconoscono per una cicatrice sul naso dovuta allo sfregamento di un fermaglio che regge un tubo per la raccolta del vapore, in quanto in battaglia, per poter comunicare agevolmente, sono costretti a non indossare il boccaglio.
Le tute distillanti non vengono indossate dai fremen all'interno dei sietch, le caverne scavate nella roccia dove vivono i fremen del deserto; i sietch sono infatti sigillati, e l'umidità presente al loro interno viene condensata in acqua e diviene patrimonio della tribù.
Sopra le tute distillanti i Fremen indossano lunghi mantelli color sabbia con cappuccio, tessuti con una fibra ricavata dalla spezia, per mimetizzarsi e proteggersi dal sole; altro complemento fondamentale sono gli stivali da deserto, speciali calzature alte fino al ginocchio che proteggono la tuta dall'abrasione della sabbia e favoriscono il funzionamento dei mantici sotto i talloni per la circolazione dell'acqua.